# Фирфирикэ, Алин
Алин Александру Фирфирикэ (рум. Alin Alexandru Firfirică; род. 3 ноября 1995, Тимишоара) — румынский легкоатлет, специалист по метанию диска. Выступает за сборную Румынии по лёгкой атлетике с 2013 года, обладатель двух серебряных медалей Универсиад, чемпион Европы среди молодёжи, многократный победитель и призёр первенств национального значения, участник летних Олимпийских игр в Токио.

## Биография
Алин Фирфирикэ родился 3 ноября 1995 года в городе Тимишоара, Румыния.
Занимался лёгкой атлетикой в Бухаресте, проходил подготовку в столичном клубе CSA Steaua Bucuresti.
Впервые заявил о себе на международном уровне в сезоне 2013 года, когда вошёл в состав румынской национальной сборной и выступил в метании диска на юниорском европейском первенстве в Риети.
В 2014 году метал диск и толкал ядро на юниорском мировом первенстве в Юджине, но ни в одной из дисциплин в финал не вышел.
В 2015 году впервые одержал победу на чемпионате Румынии и начиная с этого времени неизменно удерживал лидерство среди румынских дискоболов. Также в этом сезоне выиграл бронзовую медаль в молодёжной категории на Кубке Европы по зимним метаниям в Лейрии (56,42), победил на молодёжном европейском первенстве в Таллине (60,64).
В 2016 году был вторым в молодёжной категории на домашнем Кубке Европы по метаниям в Араде (59,28).
В 2017 году превзошёл всех соперников в молодёжной категории на Кубке Европы по метаниям в Лас-Пальмасе (59,62), получил серебро на молодёжном европейском первенстве в Быдгоще (60,17). Будучи студентом, представлял Румынию на Универсиаде в Тайбэе — с результатом 61,13 стал серебряным призёром в метании диска, уступив только американцу Реджинальду Ягерсу.
На чемпионате Европы 2018 года в Берлине в финале метнул диск на 63,73 метра и занял итоговое седьмое место.
В 2019 году с результатом 63,74 выиграл серебряную медаль на Универсиаде в Неаполе — на сей раз его обошёл австралиец Мэттью Денни. Помимо этого, стал четвёртым на чемпионате мира в Дохе (66,46), победил на Всемирных военных играх в Ухане (63,88), тогда как на соревнованиях в польском Хожуве установил свой личный рекорд — 67,32 метра.
Выполнив олимпийский квалификационный норматив (66,00), удостоился права защищать честь страны на летних Олимпийских играх в Токио — в программе метания диска на предварительном квалификационном этапе показал результат 61,90 метра, чего оказалось недостаточно для выхода в финал.